# Brax, Haute-Garonne
Brax este o comună în departamentul Haute-Garonne din sudul Franței. În 2009 avea o populație de 2.474 de locuitori.

## Evoluția populației
| An        | 1975 | 1982  | 1990  | 1999  | 2006  | 2009  |
| --------- | ---- | ----- | ----- | ----- | ----- | ----- |
| Populație | 902  | 1.202 | 1.358 | 2.017 | 2.373 | 2.474 |

## Monumente

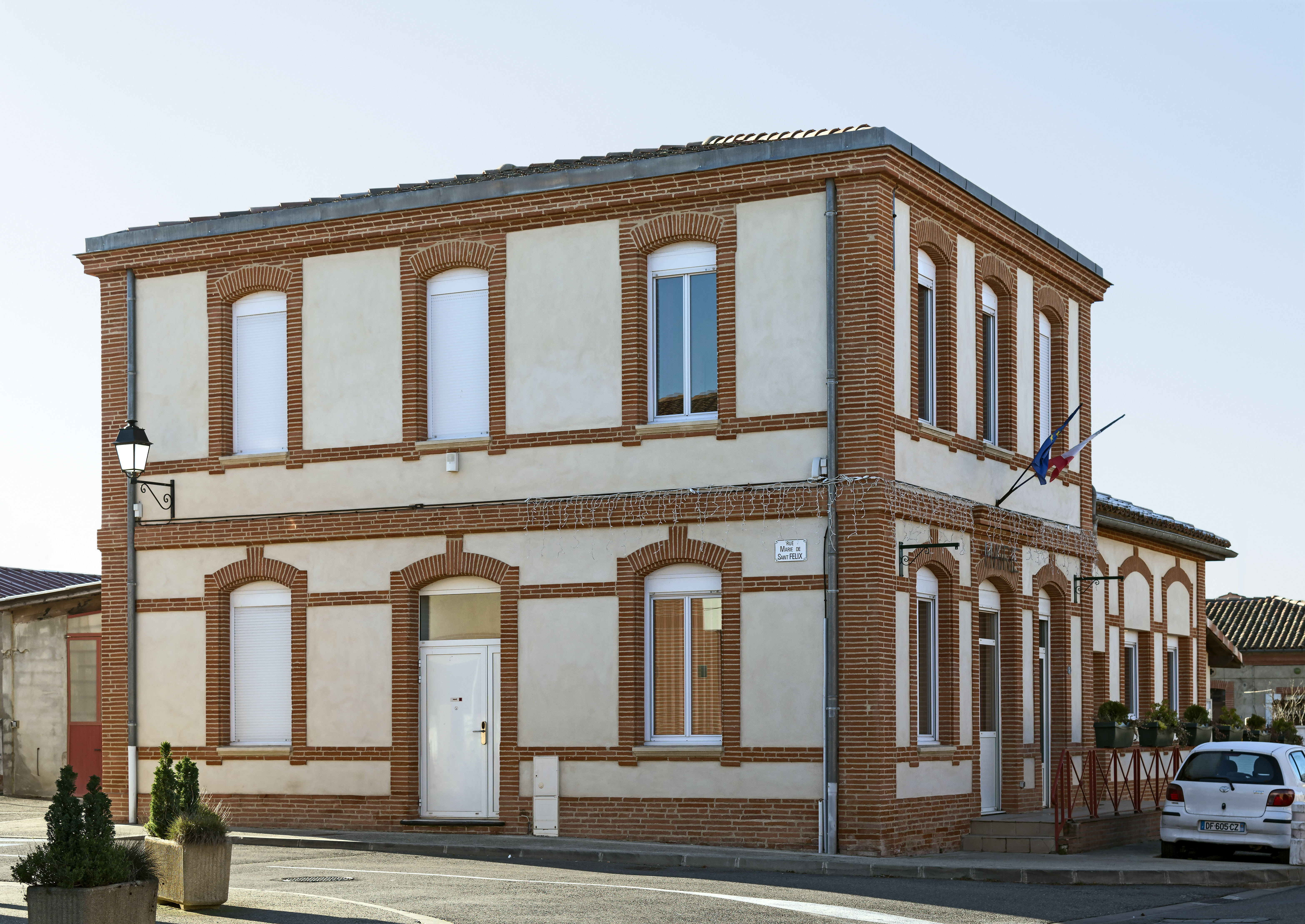
Primăria.
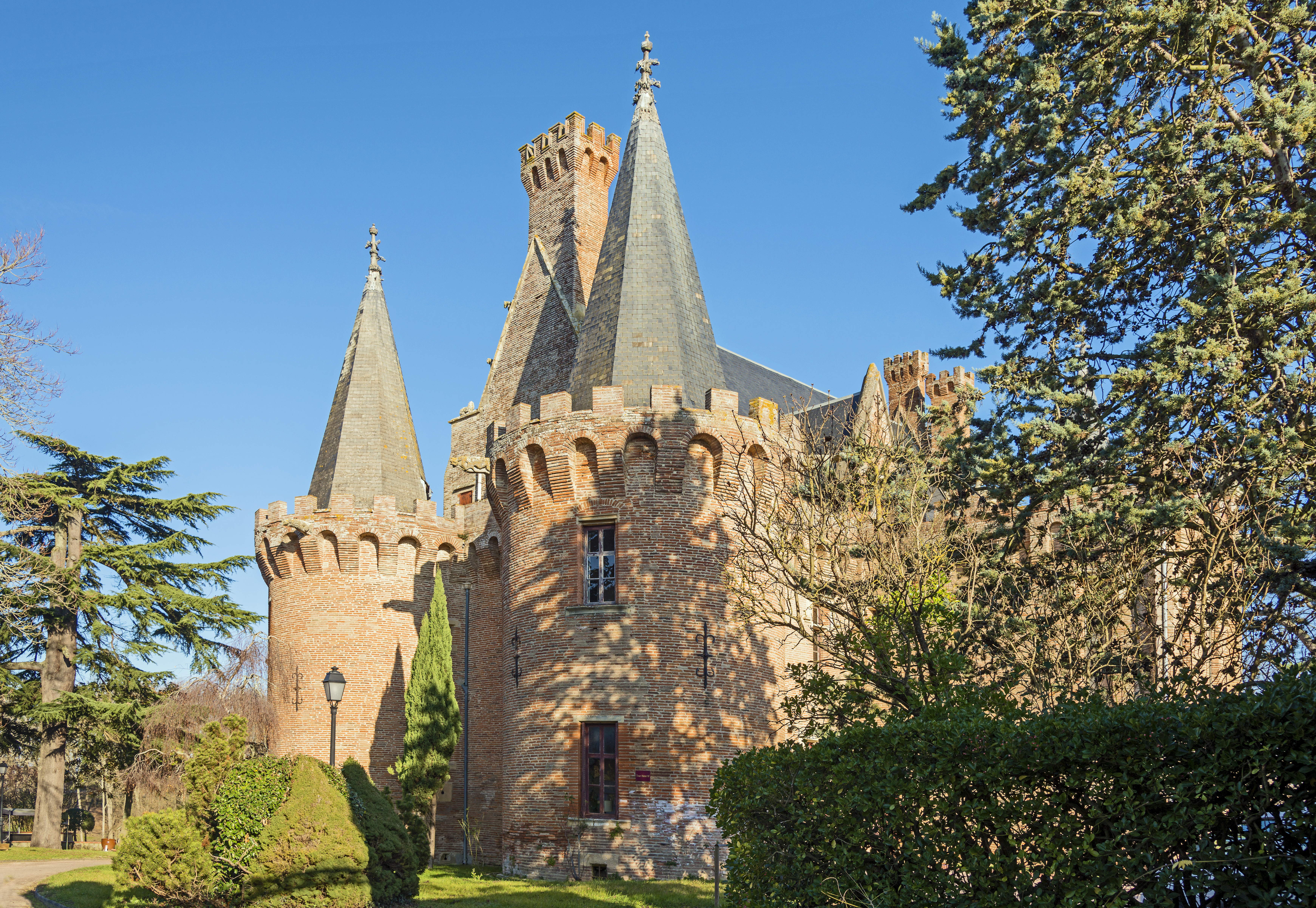
Castelul.
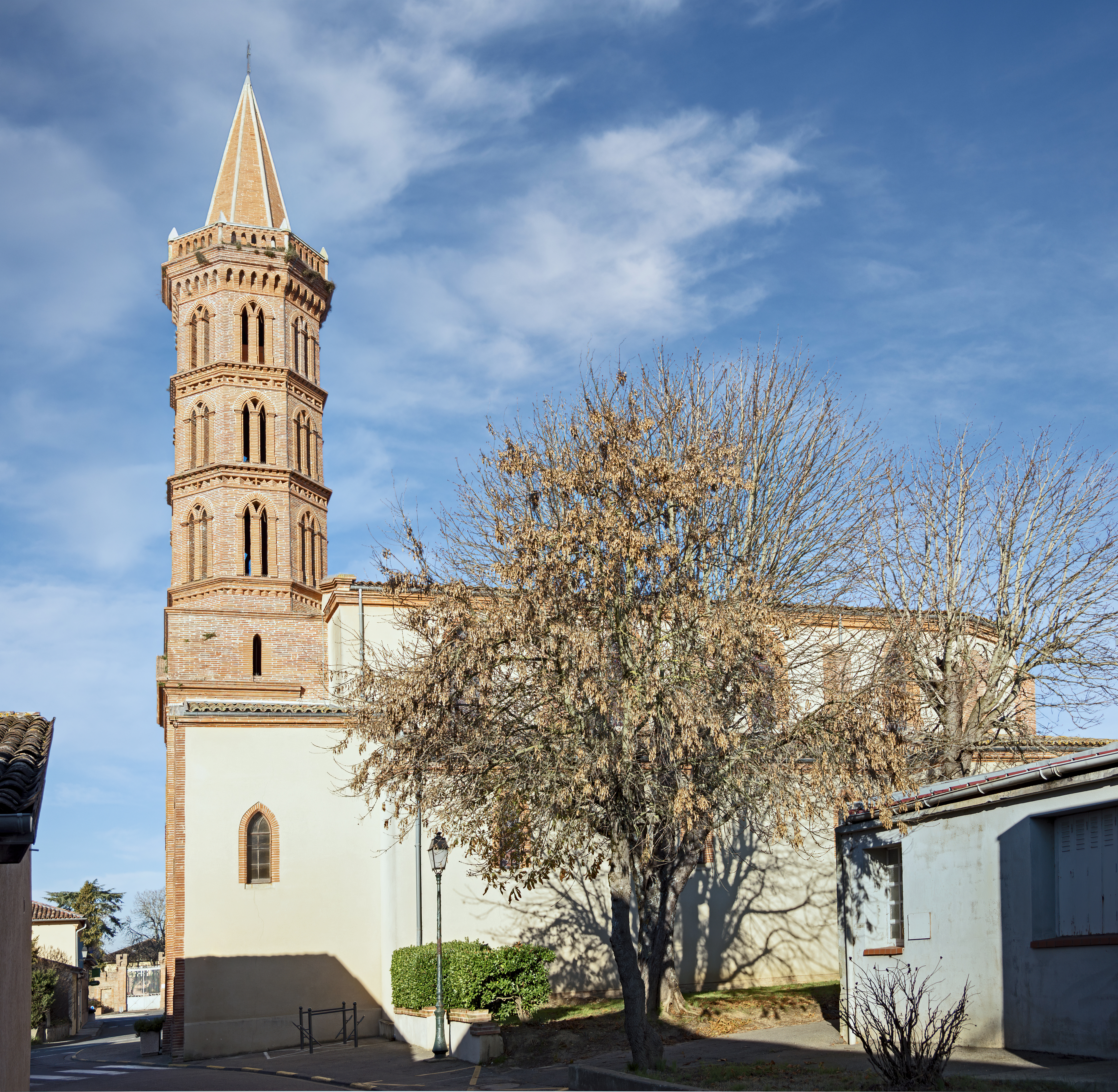
Biserica Saint-Orens
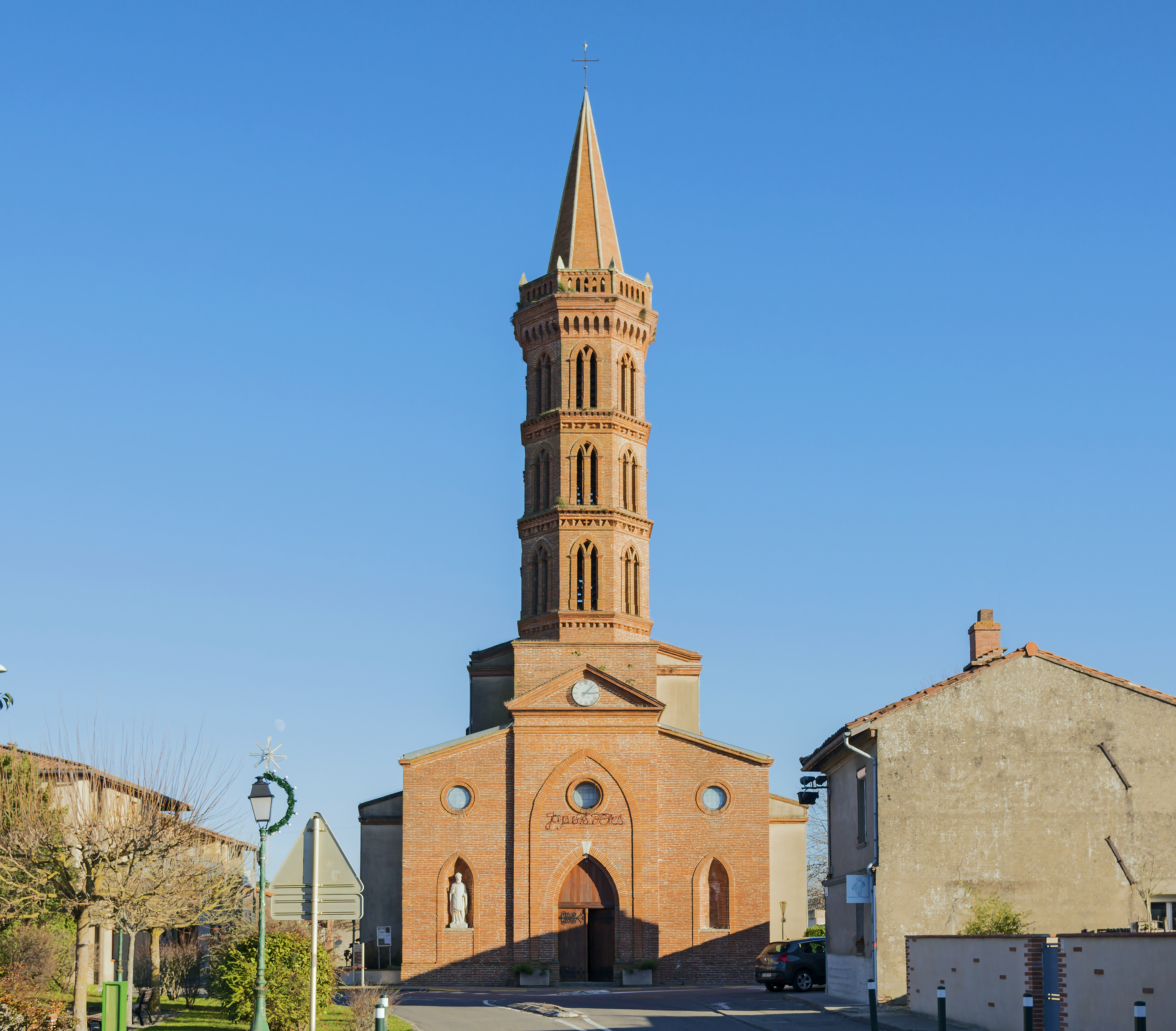
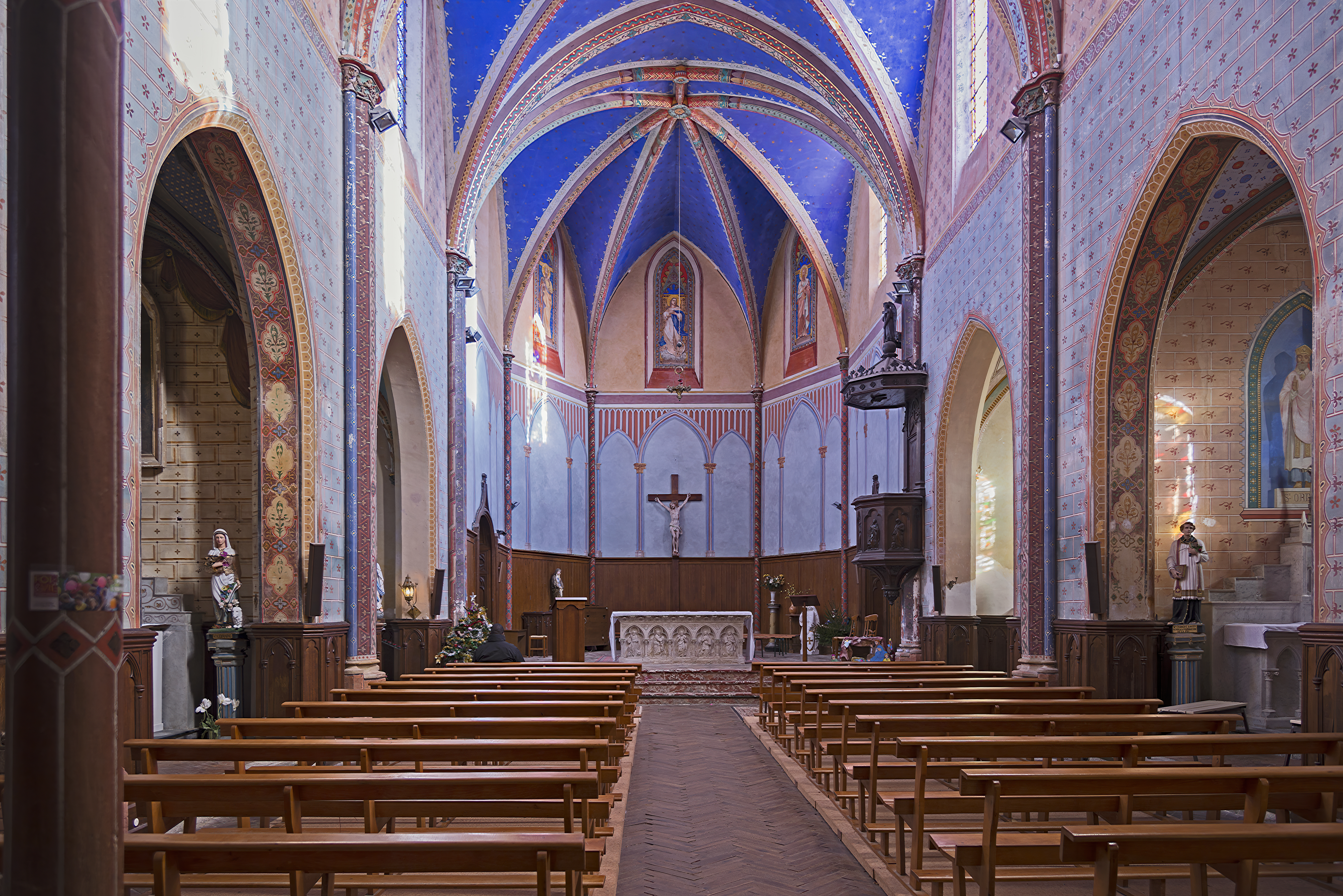
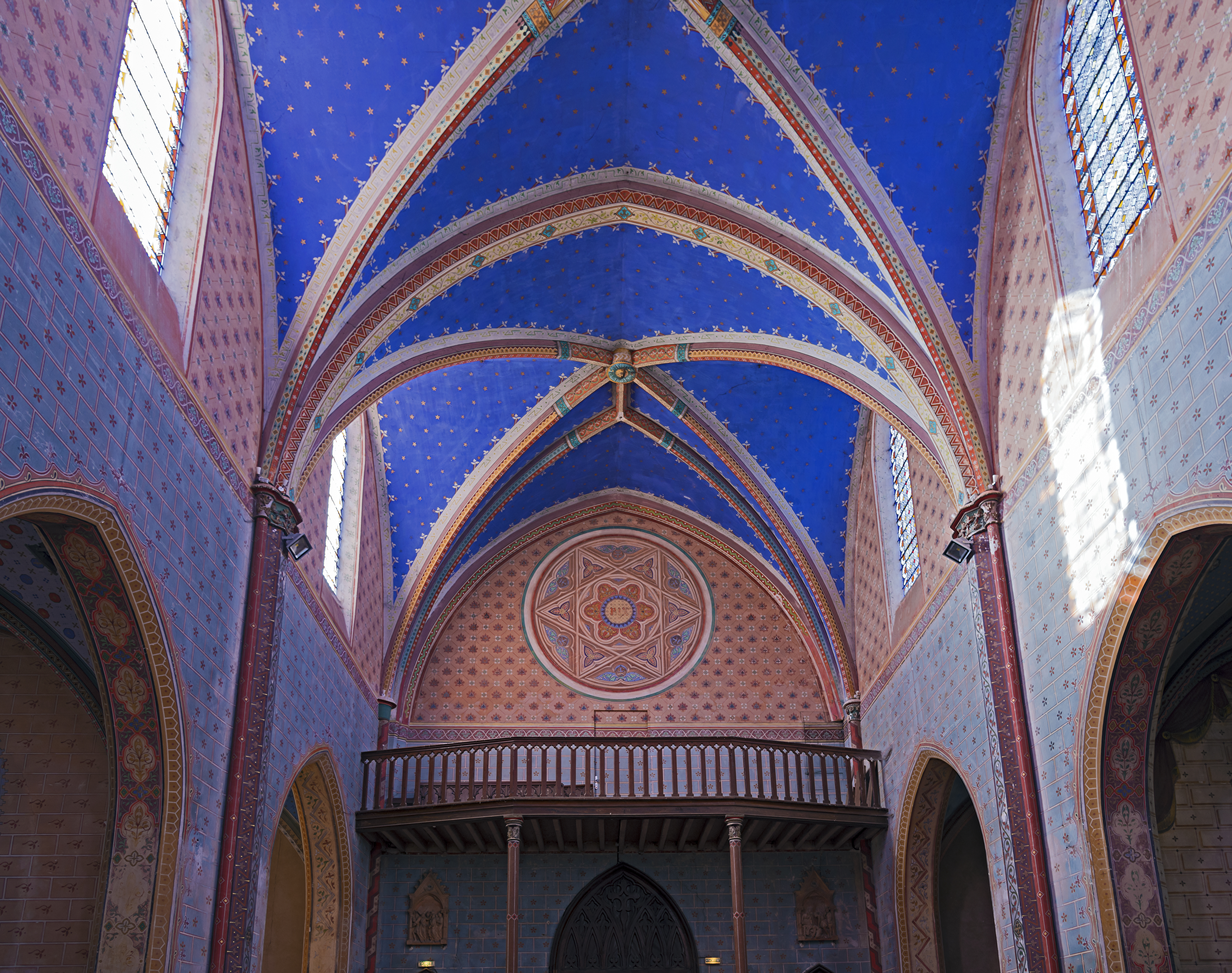